# Igreja de Sant'Anna (Macaé)

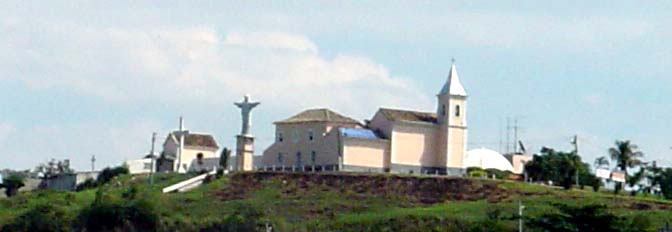
Igreja de Sant'Anna

A Igreja de Sant'Anna é uma igreja católica do Município de Macaé no Estado do Rio de Janeiro. Situada no alto do Morro de Sant'Anna, possui uma bela vista panorâmica, onde pode-se avistar toda a cidade, as praias e contemplar o Arquipélago de Sant'Anna com suas três ilhas.

## História
Os primeiros registros dos Jesuítas em Macaé em 1634, no princípio foi fundada à margem do rio Macaé e próximo ao Morro de Sant'Anna uma fazenda agrícola, que no correr dos anos ficou sendo conhecida como Fazenda de Macaé ou Fazenda do Sant'Anna.
Na base do morro, entre este e o rio, levantaram um engenho de açúcar com todas as dependências e lavouras necessárias. Além do açúcar, produziam farinha de mandioca em quantidade e extraíam madeira para construções navais e edificações. No alto do morro foi construído um colégio, ao lado uma capela e um pequeno cemitério, que guarda até hoje os restos mortais de alguns Jesuítas. Em 1759, a fazenda foi incorporada aos bens da coroa pelo desembargador João Cardoso de Menezes, nesta ocasião os Jesuítas foram expulsos do Brasil, imposição feita pelo Marquês de Pombal.
A Igreja de Sant'Anna foi fundada um século mais tarde, em 1896, hoje é um patrimônio da cidade.
Conta a lenda que a imagem de Santa Ana foi encontrada por pescadores, numa das ilhas do arquipélago que lhe dá o nome (Ilha de Sant'Anna). Trazida para o povoado, a imagem teria sido colocada no altar-mor da capela dos Jesuítas, desaparecendo misteriosamente no dia seguinte. Foi encontrada alguns dias após, na ilha e levada novamente à capela. O fato repetiu-se mais duas vezes. Na terceira fuga, concluíram os devotos que a Santa sentia saudades da ilha que era avistada do altar da capela. Desta forma reedificaram o templo, voltando sua fachada frontal para o ocidente onde a santa não divisaria mais o mar e o arquipélago de onde viera.